# Ордзовани
Ордзовани (словац. Ordzovany) — село и одноимённая община в районе Левоча Прешовского края Словакии. В письменных источниках начинает упоминаться с 1260 года.

## География
Село расположено в юго-западной части края, к востоку от реки Маргецьянки (бассейн реки Горнад), при автодороге 3213. Абсолютная высота — 552 метра над уровнем моря. Площадь муниципалитета составляет 12,07 км².

## Население
| Год:                | 1994 | 2004     | 2014    | 2024    |
| ------------------- | ---- | -------- | ------- | ------- |
| Количество человек: | 151  | 170      | 165     | 162     |
| Разница:            |      | +12,58 % | −2,94 % | −1,81 % |

По данным последней официальной переписи 2021 года, численность населения Ордзовани составляла 158 человек.
Национальный состав населения (по данным переписи населения 2011 года):
| Национальность | Численность, человек |
| -------------- | -------------------- |
| словаки        | 159                  |
| цыгане         | 2                    |
| не указана     | 5                    |

По данным переписи 2021 года, в конфессиональном составе населения преобладали католики (87,3 %) и греко-католики (1,3 %).